# Majungasaurus
Majungasaurus („Ještěr z Majungy“) byl rod poměrně velkého teropodního dinosaura z čeledi Abelisauridae. Žil v období svrchní křídy na území dnešního Madagaskaru (souvrství Maevarano).

## Popis
Majungasaurus mohl být kanibalistickým druhem teropoda (podle fosilních objevů požíral snad i členy svého vlastního druhu). Zajímavostí jsou i dutiny v obratlech, které napovídají existenci vzdušných vaků u tohoto dinosaura (znak shodný s dnešními ptáky). Neznamená to však, že by byl předkem ptáků. Ti se vyvinuli již mnohem dříve. Majungasaurus podle novějších výzkumů rostl velmi pomalu, k dosažení plné velikosti potřeboval údajně nejméně 20 let.
Výzkum, publikovaný na podzim roku 2019 ukázal, že těmto teropodům rostly zuby velmi rychle a také se velmi rychle obnovovaly. Majungasaurům se dentice obměnila asi 2 - 13krát rychleji než ostatním známým teropodům. Pravděpodobně se jednalo o adaptaci na lov velké kořisti a s ním související mechanickou zátěž zubů.
Popis velmi dobře dochované fosilní kostry majungasaura z roku 2020 odhalil množství paleopatologií (původních zranění a deformací, které se dochovaly ve fosilním stavu) na kostech tohoto teropoda. Objeveny byly například stopy infekce na kostech lebky, septická artritida na kostech levé přední končetiny, vyhojené zlomeniny žeber nebo zhojené stopy po kousnutí na krčních obratlech.
V kostech majungasaura byly identifikovány četné dutiny (kosti byly do značné míry pneumatizované), což dokládá někdejší přítomnost vzdušných vaků a velmi výkonné dýchací soustavy, typické dnes pro ptáky.

## Majungasaurus vs. Majungatholus
Holotyp rodu Majungasaurus je znám z nekompletní čelisti a několika zubů. Nicméně v roce 1979 byl ze stejné lokality popsán dravec (původně však popsán jako ptakopánvý pachycefalosaurid), který dostal binomické jméno Majungatholus atopus. Pozdější studie jeho fosílií však prokázaly, že Majungasaurus crenatissimus a Majungatholus atopus jsou identická zvířata, tudíž Majungatholus je dnes mladším synonymem rodu Majungasaurus, který byl popsán o 24 let dříve.

## Rozměry
Majungasaurus byl poměrně velkým abelisauridním teropodem, dosahujícím délky kolem 6 metrů a hmotnosti asi 750 kilogramů. Podle jiných odhadů byl však tento teropod podstatně mohutnější a dosahoval délky 9 metrů a hmotnosti až kolem 1690 kilogramů.